# Nelima cretica
Nelima cretica is een hooiwagen uit de familie Sclerosomatidae.